# Semisuturia mellea
Semisuturia mellea là một loài ruồi trong họ Tachinidae.